# Drepananthus angustipetalus
Drepananthus angustipetalus är en kirimojaväxtart som först beskrevs av R. J. Wang och Richard M.K. Saunders, och fick sitt nu gällande namn av Siddharthan Surveswaran och R. M.
Drepananthus angustipetalus ingår i släktet Drepananthus och familjen kirimojaväxter. Inga underarter finns listade i Catalogue of Life.